# Paul Couturier
Paul Couturier (* 29. Juli 1881 in Lyon; † 24. März 1953 in Lyon) war ein französischer Priester und Benediktineroblate. Er gilt als charismatischer Initiator der „geistlichen Ökumene“. Das Konzilsdokument Unitatis redintegratio nahm Impulse von ihm auf.

## Leben
Couturier entstammte einer Industriellenfamilie. Seine Kindheit verbrachte er im Lyoner Stadtteil Guillotière. Nach der Gymnasialzeit bei den Lazaristen entschied er sich, Priester zu werden, und empfing am 9. Juni 1906 die Weihe. Danach erwarb er an der Katholischen Universität Lyon das Lizentiat für Physik und erhielt einen Lehrauftrag am katholischen Gymnasium Les Chartreux im Lyoner Stadtteil La Croix-Rousse, den er bis 1946 ausübte.
1923 wurde die geistliche und materielle Not der russischen Revolutionsflüchtlinge in Lyon an ihn herangetragen und er machte sie sich zur Aufgabe. Dabei kam die Glaubenswelt der Orthodoxie in seinen Gesichtskreis. Die damit gestellte Frage nach der kirchlichen Einheit vertiefte sich 1932 während eines Klosteraufenthaltes bei Benediktinern im belgischen Amay; dort beeindruckte ihn Lambert Beauduin. Im Januar 1933 organisierte er in Lyon das erste ökumenische Gebetstreffen, aus dem später die Gebetswoche für die Einheit der Christen entstand. 1934 traf er den russisch-orthodoxen Metropoliten für die Exilanten Eulogius Georgiewski († 1946).
1936 regte Couturier ein Gebets- und Gesprächstreffen katholischer und protestantischer Geistlicher in Erlenbach in der Schweiz an; daraus wurde die bis heute bestehende Groupe des Dombes. 1937/38 traf er in England führende Vertreter der anglikanischen Kirche. In Zeitschriftenartikeln setzte er sich für das „universelle Gebet der Christen für die christliche Einheit“ ein. 1939 begegnete er Willem Visser ’t Hooft, der 1948 erster Generalsekretär des Ökumenischen Rates der Kirchen wurde. 1940 traf er in Lyon Roger Schutz, der ihm seinen Plan einer ökumenischen monastischen Gemeinschaft in Taizé vorstellte.
1942 erschien die erste Ausgabe der Pages documentaires, aus denen später die Zeitschrift Unité chrétienne hervorging. Darin entwickelte er die Idee eines „unsichtbaren Klosters“, in dem Christen aller Konfessionen im Gebet für die Einheit verbunden seien.
Vom 12. April 1942 bis zum 12. Juni 1944 wurde Couturier – wohl wegen seiner Beziehungen nach England – von der Gestapo in Fort Montluc in Haft gehalten.
Nach dem Krieg setzte sich Couturier in Begegnungen und Publikationen weiter für die Vertiefung des ökumenischen Dialogs ein.
Paul Couturier wurde auf dem Cimetière de Loyasse in Lyon beigesetzt, sein Grabstein trägt die Inschrift „Il fut un Apôtre de l'Unité des Chrétiens“ („Er war ein Apostel der Einheit der Christen“).

## Auszeichnungen
- Am 11. April 1952 verlieh ihm Maximos IV. Sayegh, melkitischer Patriarch von Antiochien, den Titel Archimandrit.
- 2003 wurde in Lyon die Fußgängerbrücke Saint-Georges über die Saône in Passerelle Paul Couturier umbenannt.[4]